# Zdzisław Józefowicz
Zdzisław Józefowicz (ur. 12 listopada 1939) – polski bokser, brązowy medalista Mistrzostw Europy w wadze półciężkiej (1961), reprezentant Polski (4 występy – 2 zwycięstwa i 2 porażki).
Trzykrotny złoty medalista Spartakiady Gwardyjskiej (1962 i 1964 w kategorii półciężkiej, 1965 w ciężkiej), dwukrotnie srebro (1963 w wadze półciężkiej i 1966 w ciężkiej), brąz w kategorii ciężkiej w 1961.
Zawodnik Bawełny Łódź i Gwardii Lódź. W kategorii półciężkiej zdobywca 4 srebrnych medali indywidualnych Mistrzostw Polski w 1960, 1961, 1963 i 1964 oraz brązowego medalu w 1958.